# Saint-Ciers-de-Canesse

Saint-Ciers-de-Canesse este o comună în departamentul Gironde din sud-vestul Franței. În 2009 avea o populație de 786 de locuitori.

## Evoluția populației
| An        | 1975 | 1982 | 1990 | 1999 | 2006 | 2009 |
| --------- | ---- | ---- | ---- | ---- | ---- | ---- |
| Populație | 649  | 714  | 713  | 718  | 767  | 786  |